# Тайак, Райан
Райан Тайак (англ. Ryan Tyack; ) — австралийский лучник, специализирующийся в стрельбе из олимпийского лука. Бронзовый призёр Олимпийских игр.

## Биография
Райан Тайак родился 2 июня 1991 года. Начал заниматься спортом в 2000 году в Будериме.
Райан рассказывал, что на занятие стрельбой из лука повлияло то, что любимой игрой в детстве был «Age of Empires». По этой же причине его мать предложила заняться спортом, а Тайак рассматривал стрельбу из лука и фехтование.

## Карьера
Выступил на чемпионате мира 2011 года в Турине, где проиграл на стадии 1/32 финала.
Из-за пневмонии не смог принять участие в отборочном национальном турнире на Олимпиаду-2012 в Лондоне и не попал в сборную, хотя победил на континентальном отборочном турнире в Новой Зеландии и принёс стране путёвку.
На чемпионате мира 2013 в Анталии вновь остановился на стадии 1/32 финала, но также выступил с командой и занял девятое место. В 2015 году на чемпионате мира в Копенгагене снова проиграл на стадии 1/32 финала, а со сборной дошёл до четвертьфинала, что позволило пройти квалификацию на Олимпиаду-2016.
В 2016 году участвовал на Олимпийских играх в Рио-де-Жанейро, где завоевал бронзовую медаль в командном турнире с Тейлором Вортом и Алеком Поттсом. В индивидуальном первенстве выбыл уже на стадии 1/32 финала.
В 2017 году участвовал на этапе Кубка мира в Шанхае, проиграв уже на стадии 1/32 финала. На чемпионате мира в Мехико сумел достичь 1/16 финала.
В 2018 году на Кубке мира в Шанхае показал такой же результат, но в Берлине дошёл до 1/8 финала, а в Солт-Лейк-Сити стал четвёртым.
В 2019 году добрался до 1/16 финала на этапах Кубка мира в Шанхае (в личном турнире и миксте) и Медельине. На чемпионате мира в Хертогенбосе вновь остановился на стадии 1/16 финала, а с командой достиг четвертьфиналов, что означало квалификацию на Олимпийские игры и три участника в личном турнире.
В 2021 году принял участие на третьем этапе Кубка мира в Париже, где проиграл на стадии 1/8 финала, а затем отправился на Олимпиаду в Токио. В мужском командном турнире уже в первом матче потребовалась перестрелка, но Австралия проиграла в ней сборной Китайского Тайбэя и покинула турнир. В личном турнире в первом матче Тайак обыграл в перестрелке при равном счёте Николаса Д’Амура с Американских Виргинских островов, а затем проиграл будущему олимпийскому чемпиону Мете Газозу со счётом 3:7.